# Beierius simplex
Beierius simplex är en spindeldjursart som beskrevs av Beier 1955. Beierius simplex ingår i släktet Beierius och familjen tvåögonklokrypare. Inga underarter finns listade.